# Cliffortia
Cliffortia é um género botânico pertencente à família Rosaceae.

## Classificação do gênero
| Sistema | Classificação                    | Referência |
| ------- | -------------------------------- | ---------- |
| Linné   | Classe Dioecia, ordem Polyandria | [ 1 ]      |